# Bractwo Kapłańskie Świętego Piusa V
Bractwo Kapłańskie Świętego Piusa V (łac. Societas Sacerdotalis Sancti Pii Qunti, SSPV) – stowarzyszenie życia apostolskiego o poglądach sedewakantystycznych, powołane w 1983 przez księdza Antoniego Cekadę, bp Clarence Kelly, bp Daniela Dolana i bp Donalda Sanborna. Jego siedziba znajduje się w Oyster Bay Cove w stanie Nowy Jork. Patronem i imiennikiem bractwa jest święty kościoła katolickiego i papież Pius V.

## Doktryna (skrócona)
Bractwo Kapłańskie Świętego Piusa V powstało na fali sprzeciwu wobec postanowień soboru watykańskiego II, a zwłaszcza dotyczących spraw doktrynalnych. Głosi ono, podobnie jak wszyscy sedewakantyści, że:
- Pius XII był ostatnim legalnie wybranym papieżem, kolejni papieże są heretykami[1]
- Nastąpiło zniszczenie nauki Kościoła katolickiego poprzez wprowadzenie zasad ekumenizmu i wolności religijnej jako sprzecznych z nauką kościoła[2]
- Zrezygnowano z odprawiania Mszy Świętych w klasycznym rycie rzymskim i zastąpiono ją Mszą w językach narodowych przez co straciła sacrum (działanie kapłana „In Persona Christi” we Mszy Trydenckiej)
- Kościół posoborowy utracił sukcesję apostolską, ponadto głosi modernizm, potępiony przez Piusa X
- Święcenia kapłańskie dokonywane przez Kościół posoborowy są nieważne.

Ponadto założyciele bractwa byli przeciwni zbytniemu zbliżeniu z kościołem posoborowym Bractwa Św. Piusa X i związanych z nim „czystek” dokonywanych przez abp Lefebvre’a, co legło u podstaw jego założenia.

## Opieka duszpasterska
Bractwo kapłańskie sprawuje opiekę nad Seminarium Duchownym Św. Piusa V i Niepokalanego Serca Maryi, oraz żeńskim zakonem św. Józefa, córek Najświętszej Maryi Panny. Bractwo sprawuje także opiekę nad obozami letnimi pod wezwaniem Świętego Tomasza Akwinaty, prowadzi także własne radio internetowe.

## Kaplice
Sedewakantystyczne bractwo posiada kaplice w całych Stanach Zjednoczonych, między innymi w:
- Durango, stan Kolorado
- Boyton Beach, stan Floryda
- Starke, stan Floryda
- Chicago, stan Illinois
- Des Moines, stan Iowa
- Louisville, stan Kentucky
- Baltimore, stan Maryland
- Bay City, stan Michigan
- Traverse City, stan Michigan
- Mankato, stan Minnesota
- Maryland, stan Minnesota
- Rochester, stan Minnesota
- Saint Louis, stan Missouri
- Billings, stan Montana
- Great Falls, stan Montana
- Helena, stan Montana
- Missoula, stan Montana
- Placówka misyjna Lethbridge w prowincji Alberta w Kanadzie
- Oyster Bay Cove, stan Nowy Jork, siedziba
- Rochester, stan Nowy Jork
- Round Top, stan Nowy Jork
- Utica, stan Nowy Jork
- Cincinnati, stan Ohio
- Cleveland, stan Ohio
- Allentown/Bethlehem, stan Pennsylvania
- South Williamsport, stan Pennsylvania.